# NGC 1852
NGC 1852 est un amas ouvert situé dans la constellation de la Dorade. Cet amas est situé dans le Grand Nuage de Magellan. Il a été découvert par l'astronome écossais James Dunlop en 1826.
À ce jour, deux mesures non basées sur le décalage vers le rouge (redshift) donnent une distance de 0,051 ± 0,001 Mpc (∼166 000 al).

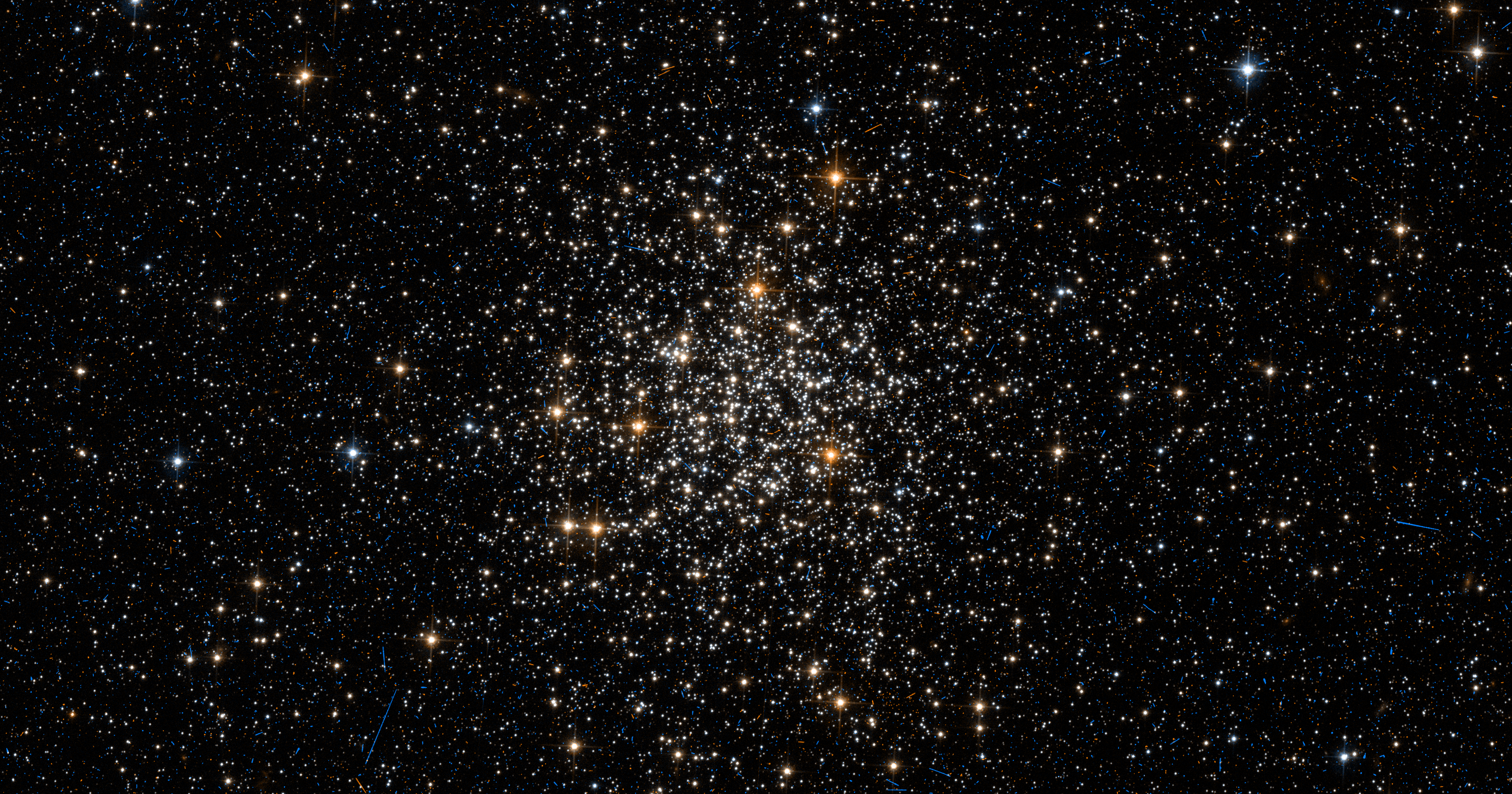
NGC 1852 par le télescope spatial Hubble.